# Egoísmo biológico
En biología, el egoísmo es la tendencia de un organismo hacia su propio bienestar a expensas de los otros. Esta tendencia se opone al altruismo.

## Definición de egoísmo y altruismo

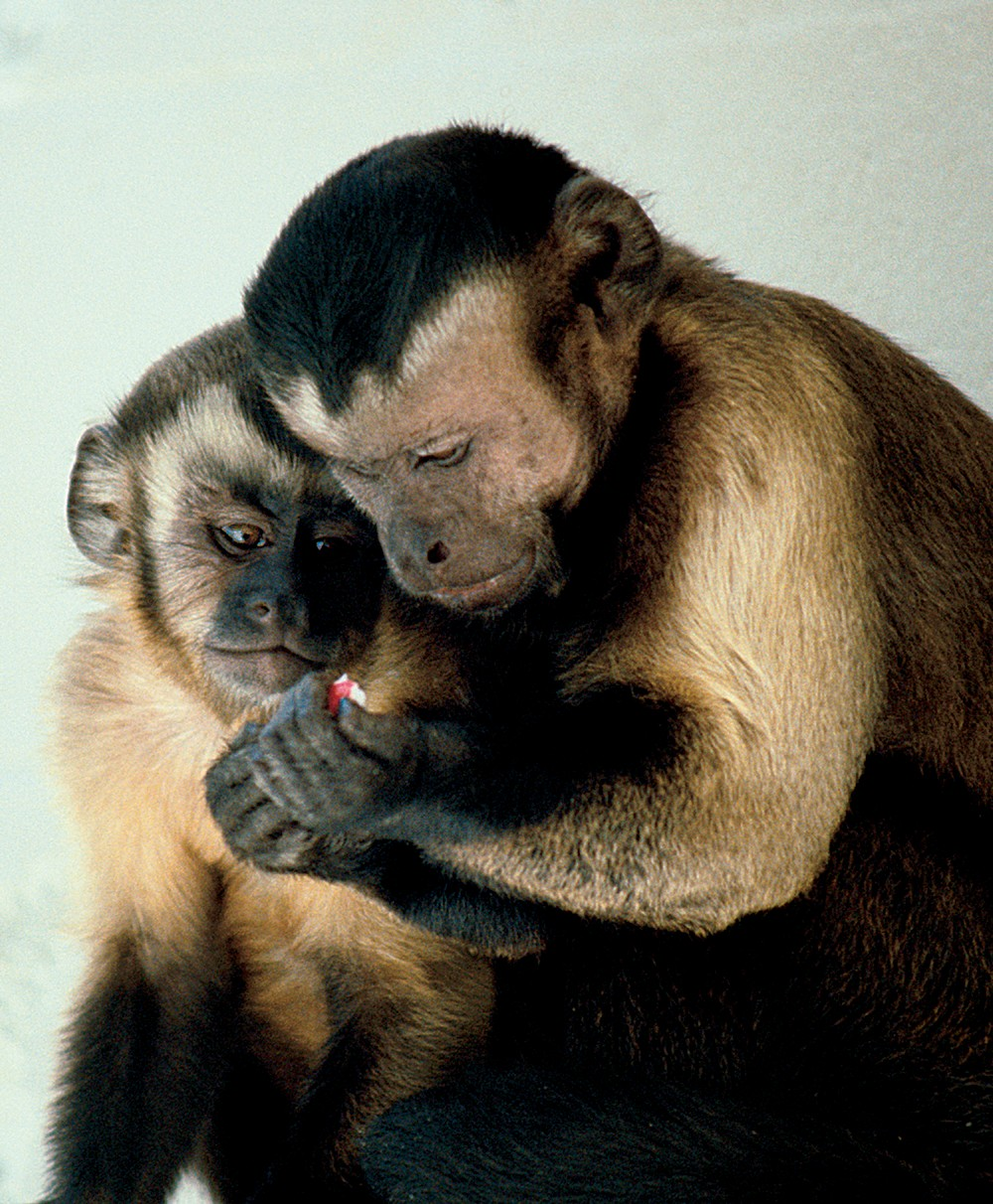
Monos capuchinos compartiendo comida

En general, el egoísmo, de ego [yo] e ismo [práctica], se define como aquella conducta consistente en poner los intereses propios en primer lugar. En particular, el término egoísmo puede hacer referencia a:
- Egoísmo moral -doctrina ético-filosófica del autointerés como ética.

- Egoísmo racional -concepto filosófico con varias interpretaciones y conceptos.

- Egoísmo biológico -noción de biología evolutiva.

- Egoísmo psicológico -teoría sobre la conducta humana autointeresada y no realmente altruista.

Si uno realiza un acto beneficioso para los demás con el fin de obtener algún beneficio personal, entonces esto sería un acto egoísta.
El altruismo se centra en una motivación para ayudar a los demás o uno desea hacer el bien sin recompensa. El puro altruismo es dar sin recompensa. El concepto tiene una larga historia en el pensamiento filosófico y ético, y más recientemente se ha convertido en un tema para psicólogos, sociólogos, biólogos evolutivos, y etólogos.
Los seres humanos no son exclusivamente altruistas, pero pueden serlo hacia las personas que no conocen y nunca se encuentran. Por ejemplo, algunas personas donan a organizaciones benéficas internacionales y ofrecen voluntariamente su tiempo para ayudar a los menos afortunados de la sociedad. Sin embargo, esto podría estar motivado en última instancia por un interés propio moral, es decir, ayudo porque me hace sentir bien lo cual reflejaría en definitiva que todo acto humano, incluso los que son en apariencia altruistas, están motivados por deseos particulares del individuo.
Puede ser, sin embargo, que una persona contribuya a un acto de caridad para ganarse el respeto dentro de su propia comunidad, o para sentirse mejor consigo mismo, con su conciencia, etc.

## Egoísmo y altruismo en etología y biología evolutiva
En la ciencia de la etología (estudio del comportamiento animal), y más generalmente en el estudio de la evolución social, el altruismo se refiere al comportamiento de un individuo que aumenta la aptitud física de otro individuo, mientras que el comportamiento o aptitud física que lo perjudicase se denomina egoísmo.
El estudio del altruismo fue impulsado inicialmente por George R. Price, quien desarrolló la ecuación matemática (que lleva su nombre) para estudiar la evolución genética. Un ejemplo interesante de altruismo se encuentra en el lodo celular que molda a Dictyostelium mucoroides. Estos protistas viven como amebas individuales, cuando les falta alimento se agregan y forman un cuerpo multicelular en el que algunas células se sacrifican para promover la supervivencia de otras células. Comportamiento social y altruismo comparten muchas similitudes con las interacciones entre las múltiples partes (células, genes) de un organismo, pero se distinguen por la capacidad de cada individuo a reproducirse indefinidamente sin un requisito absoluto.
Las teorías altruistas en la biología evolutiva fueron impugnadas por Amotz Zahavi, el inventor de la teoría de señal y su correlativo, el principio de desventaja, basado principalmente sobre sus observaciones del Charlatán árabe, un pájaro comúnmente conocido por sorprender con comportamientos aparentemente altruistas; cuando encuentra un gusano en medio del desierto, en lugar de comérselo, espera que otro miembro de su especie se lo mendigue; cuando dona el gusano, se pavonea de tal manera que pudiera parecer que está obteniendo el beneficio de convertirse en macho alfa, líder sobre el ayudado.

## Egoísmo genético: altruismo individual
El gen es una unidad de información hereditaria del que existen muchas copias físicas en el mundo, y la copia física en particular que se reproducirá y de la que se originan nuevas copias. Un gen egoísta podría verse favorecido por la selección por producción de altruismo entre los organismos que lo contengan. La idea se resume de la siguiente manera: 

Si un gen que confiere un beneficio (copia B) en otro vehículo a precio (C) de perjudicar a su propio vehículo, su acción es estratégicamente beneficiosa si pB> C, donde p es la probabilidad de que una copia del gen está presente en el vehículo del individuo beneficiado.

Los que estudian la selección predicen la teoría de que un gen puede promover el reconocimiento del parentesco: un mamífero madre aprende a identificar sus propios hijos en el acto de parir. Se espera que el altruismo entre parientes se calibre por el valor de p, también conocido como el coeficiente de relación. Por ejemplo, un individuo tiene una p = 1 / 2 en relación con su hermano, y p = 1 / 8 a su primo, por lo que cabría esperar, mayor altruismo entre hermanos que entre primos.

### ¿Es real el altruísmo/egoísmo?
Algunas personas han sentido estas teorías como una manera de devaluar el altruismo, y que explican los comportamientos que no son realmente altruistas. Los motivos de esta opinión son fáciles de ver. Normalmente pensamos en acciones altruistas como desinteresadas. Sin embargo, explica la teoría de la selección de familiares el comportamiento altruista como una inteligente estrategia ideada por los genes egoístas como una forma de aumentar su representación en la piscina de genes, a expensas de otros genes. 
Esta es una argumentación tentadora. De hecho Trivers (1971) y, posiblemente, Dawkins (1976) fueron tentados por ella. Pero no debe convencer. El punto clave a recordar es que el altruismo biológico no se puede equiparar con el altruismo en el sentido de la vida cotidiana propia. Altruismo biológico se define en términos de aptitud y consecuencias, no las intenciones que motivan. Si entendemos el altruismo como la intención de ayudar, entonces la inmensa mayoría de los seres vivos no son capaces de ser altruistas, por lo tanto, el altruismo, ni el egoísmo son reales. Hormigas y termitas, por ejemplo, probablemente no tienen intenciones conscientes, por lo que su comportamiento no se puede hacer con la intención de promover su propio interés, ni los intereses de los demás. Por lo tanto, la afirmación de que las teorías evolutivas deben revisarse desde arriba muestran que el altruismo en la naturaleza es sólo aparente.
¿Se puede hacer que las teorías de la evolución del altruismo biológico puedan ser aplicadas a los seres humanos?. Esto es parte de la cuestión más general de si las ideas acerca de la evolución del comportamiento animal pueden extrapolarse a los seres humanos, una cuestión que alimentó la controversia sociobiología en sus días. 
Todos los biólogos aceptan que Homo sapiens es una especie evolucionada. Sin embargo, el comportamiento humano es, obviamente, influido por la cultura en mayor medida que el de otros animales, y es a menudo el producto de creencias y deseos conscientes (aunque esto no significa necesariamente que la genética no tenga ninguna influencia.) Sin embargo, al menos, algunos comportamientos humanos parecen encajar las predicciones de la teoría evolutiva. En general, los seres humanos se comportan más altruistamente (en el sentido biológico) con respecto a sus parientes cercanos, por ejemplo, ayudando a criar a sus hijos. También es cierto que tienden a ayudar a los que nos han ayudado en el pasado, como dice la teoría del altruismo recíproco. Por otra parte, numerosos comportamientos humanos parecen anómalos desde el punto de vista evolutivo. Piensa, por ejemplo, en la adopción. Los padres que adoptan niños en lugar de tener su propio hijo reducen su aptitud biológica, evidentemente, de modo que la adopción es un comportamiento altruista.
Contrariamente a lo que se suele creer, un enfoque evolutivo de la conducta humana no implica que los seres humanos puedan ser motivados por el interés propio por sí solo. Una estrategia por la que los 'genes egoístas' pueden aumentar su futuro es la representación de los seres humanos a causa de no ser egoístas, en el sentido psicológico.

### Consecuencias de la teoría evolutiva
Las investigaciones sobre supuestos comportamientos altruistas en los animales han sido la oposición ideológica al concepto darwinista social de la supervivencia del más apto, bajo el nombre de la supervivencia de los más bellos - este último es compatible a nivel mundial, sin embargo. La insistencia en esas actividades de cooperación entre los comportamientos animales se expuso por primera vez por el zoólogo y anarquista ruso Piotr Kropotkin.

## Egoísmo de los genes
En su obra El gen egoísta (1976), Richard Dawkins sostiene que la noción habitual de egoísmo (egoísmo individual) describe una realidad meramente aparente. Así, existe a su juicio una ley fundamental denominada egoísmo de los genes que explica tanto el egoísmo como el altruísmo individuales aparentes desde el punto de vista genético.

## Richard Dawkins: el gen egoísta
Richard Dawkins es un etólogo británico, teórico evolutivo y escritor de divulgación científica que ocupa la cátedra Charles Simonyi de Difusión de la Ciencia en la Universidad de Oxford.
Nació como Clinton Richard Dawkins el 26 de marzo de 1941 en Nairobi (Kenia), de padres británicos. Su familia regresó a Inglaterra en 1949. Estudió en la Universidad de Oxford y se doctoró bajo la tutela del Premio Nobel Nikolaas Tinbergen. Desde 1967 hasta 1969 fue profesor adjunto en la Universidad de California en Berkeley (EE. UU.).
Ganó fama con El gen egoísta, un libro publicado en 1976, que popularizó la visión evolutiva enfocada en los genes, y que introdujo los términos meme y memética. En 1982 hizo una contribución original a la ciencia evolutiva con la teoría presentada en su libro El fenotipo extendido, que afirma que los efectos fenotípicos no están limitados al cuerpo de un organismo, sino que pueden extenderse en el ambiente, incluyendo los cuerpos de otros organismos. Desde entonces ha escrito varios libros muy populares sobre la evolución, y ha aparecido en varios programas televisivos británicos sobre biología evolutiva, creacionismo y religión.
Se declara ateo, humanista y escéptico. Es miembro del movimiento bright y –como comentarista de ciencia, religión y política– está entre los intelectuales públicos más conocidos en lengua inglesa. En referencia al epíteto de bulldog de Darwin que se le daba a Thomas Huxley (1825–1895), la defensa apasionada de Dawkins de la evolución le ha ganado el apelativo de rottweiler de Darwin.